# 4 TIMES
《4 TIMES》（肆情時刻）為日本歌手倖田來未於2011年8月17日發行的紀念性50th單曲。為2011第2張單曲。

## 解說
- 與上張單曲《POP DIVA》相隔約6個月的單曲。
- 單曲的概念來自於一日間的四個時段，在單曲收錄的歌曲中一一展現，有代表正午熱情的〈Poppin' love cocktail feat.TEEDA（烈愛雞尾酒）〉、黃昏抒情的〈IN THE AIR〉、午夜禁忌的〈V.I.P.〉、深夜4點情熱的的〈KO-SO-KO-SO（魅惑心機） 〉，且分別以間奏銜接，是張概念明確的單曲。
- 為了紀念第50張單曲推出了4種發行型態，且4曲皆附有音樂錄影帶。
- 初回盤封入特典為《KODA KUMI LIVE TOUR 2011～Dejavu～》追加公演的先行預約紙、最前排位子應募券。
- CD+倖田來未×Qlix 合作數位相機版本為「Qlix」品牌首次與藝人合作推出，需在7月20日前在mu-mo網路商店預約。
- 凡下載或是持購買的單曲到日本知名居酒屋連鎖店「わん」，可以享受甜點半價以及飲料暢飲（日本限定）。

## 發行版本
- CD ONLY
- CO+DVD
- CD+倖田來未×Qlix 合作數位相機（完全受注限定生產盤）
  - CD僅收錄〈Poppin'love cocktail feat.TEEDA〉
- CD+50單曲紀念明信片 BOX SET（數量限定生產盤）
  - CD僅收錄〈Poppin'love cocktail feat.TEEDA〉

## 曲目

### CD
※Introduction、Interlude by UTA
1. Introduction～sunny time～
2. Poppin' love cocktail feat.TEEDA（烈愛雞尾酒）
作詞：Kumi Koda、TEEDA   作曲：BACK-ON
以中午的形像呈現，充滿夏天氣息的流行搖滾樂曲，配合著TEEDA的RAP，心情有如在豔陽下兜風般舒爽。
  - 「H・I・S」廣告曲
3. Interlude～sunset time～
4. IN THE AIR
作詞：Kumi Koda   作曲：Erik Lidbom、Fast Lane
以黃昏的形象呈現，「無論何時都想互相扶持」、「痛苦時更要緊繫雙手」，歌詞中充滿希望自己有如空氣般無時無刻給予心愛的人無限支持，這是一首將這種女孩心情率直表達出來的動人情歌。
  - Bee TV〈ラブスポット～恋が実る場所～〉主題歌
5. Interlude～midnight time～
6. V.I.P.
作詞/曲：Kumi Koda、Toby Gad、Jessica Cornish
本曲展現倖田來未的真實自我，充滿攻擊性電音魅力的帥氣樂曲，音樂錄影帶中有精湛的舞蹈，由倖田來未統率的女子軍團邀請歌迷進入禁忌的VIP室。
7. Interlude～time to ... love～
8. KO-SO-KO-SO（魅惑心機）
作詞/曲：Kumi Koda、Alan P Grigg、Kenichi Takemoto
描寫AM4:00的床上風情、喘息交雜，遊走危險邊緣的衝擊性禁忌歌曲。帶著水乳交融、耳鬢廝磨般，如此魅惑氣息的歌曲。將有些微睡意的清晨，意亂情迷的偷偷摸摸情景呈現出來。
  - 日本電視台連續劇〈ピースボート -Piece Vote-〉主題歌

### DVD
1. V.I.P.（Music Video）
2. KO-SO-KO-SO（魅惑心機）（Music Video）
3. Poppin'love cocktail feat.TEEDA（烈愛雞尾酒）（Music Video）
4. IN THE AIR（Music Video）

## 連結
- 官方网站 （日本官網）